# Acem
Acem är en ideell organisation som ger kurser i yoga och meditation enligt en egen meditationsteknik, Acem Meditation. Acem grundades 1966 i Norge där organisationen fortfarande har sitt huvudsäte. 
Acem är numera en internationell organisation och ger regelbundet kurser i ett flertal länder i Europa, Asien, Afrika och Amerika. I Sverige ges kurser regelbundet i Uppsala, Stockholm och Arvika. Acem har ett eget förlag som ger ut böcker och den norska kulturtidskriften Dyade. Den senaste boken är The Power of the Wandering Mind (2019).

## Studier gjorda på Acem Meditation
I en doktorsavhandling från år 2004 lyckades man påvisa meditationens positiva effekter på elitskyttar som ökade sin prestationsförmåga efter att ha mediterat. Studien jämför även hur nivåerna av melatonin och serotonin påverkas av meditation respektive vila.